# (14214) Hirsch
(14214) Hirsch (1999 RP86) – planetoida z pasa głównego asteroid okrążająca Słońce w ciągu 3,99 lat w średniej odległości 2,52 j.a. Odkryta 7 września 1999 roku.